# Александър Кисьов
Александър Николов Кисьов е български офицер (генерал от кавалерията).

## Биография
Александър Кисьов е роден на 10 юни 1879 г. в Елена. През 1898 г. завършва Военното училище в София и през 1899 е произведен в чин подпоручик. Като младши офицер е назначен на служба в Лейбгвардейския ескадрон, където е до 1903 г. През1903 г. е произведен в чин поручик. Командирован е във Франция, където през 1906 г. завършва военната академия. На 31 декември 1906 г. е произведен в чин капитан. През 1907 – 1908 г., като ротмистър служи в свитата на цар Фердинанд I, като военен наставник на княз Борис III. След това като офицер от генералщабното ведомство служи в 1-ви артилерийски и 4-ти гвардейски конен полк. В периода 1910 – 1911 г. е военен аташе в Белград. На 2 август 1912 г. е произведен в чин майор, след което в периода 1912 – 1913 г. е военен аташе в Букурещ.

### Междусъюзническа война (1913)
През на Междусъюзническата война (1913) е началник на оперативно отделение в щаба на съединените 4-та и 5-а армии. След Букурещкия мир, в периода юли 1913 – декември 1913 е член на демаркационната комисия за границата ни със Сърбия.
През 1914 – 1915 г. служи в Лейбгвардейския конен полк, след което е инспектор на класовете във военното училище. На 15 август 1915 г. е произведен в чин подполковник. Служи във военната инспекция на конницата.

### Първа световна война (1915 – 1918)
През на Първата световна война (1915 – 1918) е началник на Бургаския контролен пункт, а във войната с Румъния през 1916 г. е началник-щаб на конната дивизия на генерал-майор Иван Колев. На 14 октомври 1917 г. е произведен в чин полковник. В периода 1918 – 1922 г. е началник на Кавалерийската школа, началник на оперативното отделение в щаба на армията и командир на 1-ва пехотна бригада. От 1919 до 1930 г. заема длъжността началник на жандармерията. 
На 26 март 1925 г. е повишен в чин генерал-майор, през 1928 г. е назначен за началник на 4-та военноинспекционна област и на 15 май 1930 е произведен в чин генерал-лейтенант. От 31 януари 1931 г. до 9 май 1934 заема длъжността министър на войната. На 9 май 1934 г. е произведен в чин генерал от кавалерията и уволнен от армията. Това става на фона на обвинения в печата срещу ръководството на военното министерство във връзка със самоубийството на обвинения в злоупотреби уредник на Военноисторическия музей в Плевен Никола Ракитин.
Генерал от кавалерията Александър Кисьов умира на 26 декември 1964 в София.
Александър Кисьов е женен и има 1 дете.

## Военни звания
- Подпоручик (1899)
- Поручик (1903)
- Капитан (31 декември 1906)
- Майор (2 август 1912)
- Подполковник (2 август 1915)
- Полковник (14 октомври 1917)
- Генерал-майор (26 март 1925)
- Генерал-лейтенант (15 май 1930)
- Генерал от кавалерията (9 май 1934)

## Награди
- Орден „За храброст“ II степен, III степен, 2-ри клас и IV степен, 2-ри клас
- Орден „Свети Александър“ II степен без мечове, V степен с мечове по средата
- Орден „За военна заслуга“ I степен
- Германски орден „Железен кръст“ II степен